# Västra Gransjön
Västra Gransjön är en sjö i Tranemo kommun i Västergötland och ingår i Ätrans huvudavrinningsområde.